# Мустакати синигери
Мустакатите синигери (Timaliidae), наричани също Тимелиеви, са семейство птици от разред Врабчоподобни (Passeriformes).
Включва 9 рода с около 50 вида, разпространени в тропическите области на Стария свят с най-голямо многообразие в Югоизточна и Южна Азия. Размерите и окраската им варират в широки граници, но повечето са с меко и пухкаво оперение.

## Родове
Семейство Timaliidae – Мустакати синигери
- Cyanoderma
- Dumetia
- Macronus
- Pomatorhinus
- Rhopocichla
- Spelaeornis
- Sphenocichla
- Stachyris
- Timalia